# Цилна
Цилна (на руски: Цильна) е селище от градски тип в Русия, административен център на Цилнински район, Уляновска област. Населението му към 1 януари 2018 година е 3765 души.